# Arias de Lozada y Taboada
Arias de Lozada y Taboada o bien Conde de Losada y Taboada (n. Corona española, finales del siglo XVI - Mérida de Yucatán, Virreinato de Nueva España, Imperio español, finales del siglo XVII) era un noble, militar y funcionario español que fuera designado en el cargo de gobernador interino de Yucatán desde 1620 hasta 1621, nombrado por el virrey de Nueva España, Diego Fernández de Córdoba (marqués de Guadalcázar), bajo el reinado de Felipe III de España.

## Biografía
El capitán Arias, conde de Lozada y Taboada, era un militar español que residía hacía tiempo en el Virreinato de Nueva España y que fuera asignado para ocupar el cargo de gobernador y capitán general de Yucatán por nombramiento del virrey el 8 de julio de 1620, aunque recién tomara posesión del mismo el 3 de septiembre del mismo año. Al poco tiempo de ocupar sus cargos en la península de Yucatán se casó con Ana Félix de Guzmán en la catedral de San Ildefonso de Mérida, la capital de la provincia.
Desde su llegada a Yucatán el conde de Lozada y Taboada se encargó de poner en vigor una cédula real que ordenaba que se adjudicaran a la corona española las encomiendas vacantes hasta completar, por medio de sus productos, la suma de 25.000 pesos en oro, depositándolos en la caja real en apoyo a las necesidades del reino. Esta medida era sumamente impopular entre los españoles y criollos que se sentían con derecho para obtener tales encomiendas, sea porque fueran descendientes de los conquistadores, sea por sus propios méritos durante la colonización de la provincia. La razón que esgrimían era no solo la pérdida de rentas para los que vivían en las localidades, sino porque se corría el riesgo de que pasado un tiempo las encomiendas fueran abolidas.
A pesar de que intentaron convencer al nuevo gobernador de que evitara vigorizar la cédula exponiendo al rey las razones, basadas en la pobreza regional, este insistió en que se aplicara la medida, cosa que se hizo entre otros, en el caso de la encomienda de Sinanché, con el consiguiente disgusto generalizado. El ayuntamiento de Mérida elevó al rey una opinión suplicándole que suspendiera la medida en Yucatán con el argumento de que lesionaba seriamente la economía de la colonia e inclusive, para tal ruego, se designó a un procurador especial en Madrid a fin de que atendiera el trámite respectivo, trámite que fue infructuoso.
Otra medida que aplicó durante su gestión el capitán Arias fue el otorgar una serie de concesiones de tierras que serían destinadas a la crianza de ganado vacuno en la provincia. Esta medida benefició a un grupo de personas ajenas a los afectados por el caso de las encomiendas. Sus enemigos esparcieron la especie de que por cada concesión de tierras que se otorgó durante esa época, el gobernador cobró una cantidad en su propio beneficio.
En julio de 1621 se recibieron las noticias en Yucatán de la muerte de Felipe III y del ascenso al trono de España de su sucesor, Felipe IV. Este último confirmó en el gobierno de la provincia, mediante un edicto especial de carácter general, a quien lo estuviera ejerciendo. Sirvió esto para que el capitán Arias intentara quedarse en el poder. Pero Felipe III, antes de morir, ya había nombrado al sucesor del conde de Lozada, nombramiento que recayó en la persona de Diego de Cárdenas quien, aun con la oposición de su antecesor, tomó posesión de su cargo el 1 de septiembre de 1621 apoyado por las facilidades que le brindaron tanto el ayuntamiento de Mérida, como el de Campeche, deseosos ambos de deshacerse del impopular gobernador saliente.